# Млинне (Лімановський повіт)
Млинне (пол. Młynne) — село в Польщі, у гміні Ліманова Лімановського повіту Малопольського воєводства.
Населення — 1355 осіб (2011).
У 1975-1998 роках село належало до Новосондецького воєводства.

## Демографія
Демографічна структура станом на 31 березня 2011 року:
|          | Загалом | Допрацездатний вік | Працездатний вік | Постпрацездатний вік |
| -------- | ------- | ------------------ | ---------------- | -------------------- |
| Чоловіки | 710     | 184                | 468              | 58                   |
| Жінки    | 645     | 148                | 369              | 128                  |
| Разом    | 1355    | 332                | 837              | 186                  |